# Jerzy Maksymiuk

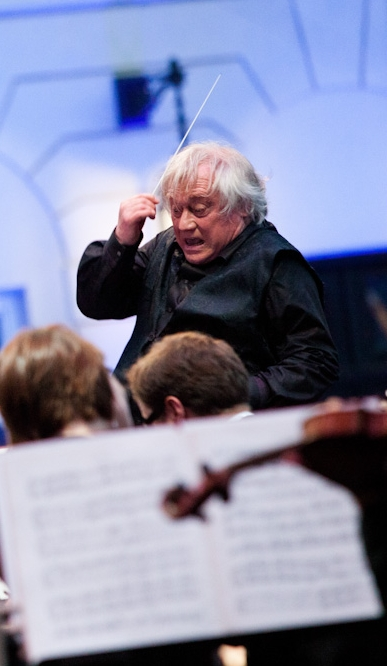
Jerzy Maksymiuk podczas koncertu, czerwiec 2011

Jerzy Jan Maksymiuk (ur. 9 kwietnia 1936 w Grodnie) – polski dyrygent, pianista, kompozytor muzyki poważnej i filmowej, felietonista, animator życia muzycznego. Kawaler Orderu Orła Białego.

## Życiorys
Syn Romana. W 1947 wraz z najbliższą rodziną przybył do Polski z Grodna. Rodzina osiedliła się w Białymstoku na Bojarach, gdzie mieszkali ich krewni. Młody Maksymiuk uczęszczał do Szkoły Podstawowej nr 10 w Białymstoku. Był uczniem u kompozytora Jana Tarasiewicza, przyjaciela Rachmaninowa i Sibeliusa. Rodzina zamieszkała w drewnianym domu (obecnie nie istnieje), który własnoręcznie wzniósł jego ojciec. Po ukończeniu podstawówki Maksymiuk wyjechał do Warszawy, gdzie kontynuował naukę w liceum muzycznym.
Następnie studiował kompozycję pod kierunkiem Piotra Perkowskiego (ukończył w 1962), grę na fortepianie u Jerzego Lefelda (ukończył w 1964) oraz dyrygenturę w klasie Bogusława Madeya (ukończył w 1969), w Państwowej Wyższej Szkole Muzycznej w Warszawie).
W 1961 został zwycięzcą pierwszej edycji Ogólnopolskiego Konkursu Pianistycznego im. Ignacego Jana Paderewskiego.
W latach 1970–1972 był dyrygentem Teatru Wielkiego w Warszawie. W 1972 stanął na czele zespołu złożonego z członków Warszawskiej Opery Kameralnej, który – od 1973 znany jako Polska Orkiestra Kameralna – zyskał międzynarodową sławę. W 1984 orkiestra zmieniła nazwę na Sinfonia Varsovia – Polska Orkiestra Kameralna. Zespół działa w oparciu o Fundację Sinfonia Varsovia i korzysta ze wsparcia miasta stołecznego Warszawy.
W 1973 Maksymiuk rozpoczął pracę z Wielką Orkiestrą Symfoniczną Polskiego Radia. W 1975 dyrygował orkiestrą podczas finałowych przesłuchań na Międzynarodowym Konkursie im Fryderyka Chopina w Warszawie. W 1977 otrzymał kontrakt płytowy w firmie EMI. W 1979 wystąpił z Polską Orkiestrą Kameralną w Carnegie Hall, w Nowym Jorku, a w 1981 odbył z nią koncerty w Japonii, Australii, Nowej Zelandii, Stanach Zjednoczonych i Niemczech. W latach 1983–1993 kierował BBC Scottish Symphony Orchestra w Glasgow. W 1990 debiutował na koncertach BBC Proms w Royal Albert Hall, w Londynie. Podjął też współpracę z English National Opera, z którą przygotował premiery „Don Giovanniego” Wolfganga Amadeusa Mozarta (w 1991) i „Zemsty nietoperza” Johanna Straussa (w 1993). „Zemsta nietoperza” pod jego batutą, z zespołem Sinfonia Varsovia, została wystawiona w styczniu 2005, w Teatrze Polskim w Warszawie, z udziałem m.in. Iwona Hossa, Marta Boberska, Adam Kruszewski, Adam Zdunikowski, Agnieszka Wolska. Zamknięty koncert zorganizowany przy zaangażowaniu środków Sejmiku Województwa Mazowieckiego zapoczątkował działalność operetki w Warszawie (w kwietniu 2005 samorząd wojewódzki utworzył Mazowiecki Teatr Muzyczny Operetka).
Jerzy Maksymiuk jest promotorem muzyki współczesnej. Współtworzył „Warszawską Jesień” jako członek komisji repertuarowej Festiwalu. Od 2006 Członek Rady Programowej Fundacji Centrum Twórczości Narodowej. Jest stałym felietonistą miesięcznika „Charaktery”.
Skomponował muzykę do ponad stu filmów, m.in. do filmu Sanatorium pod Klepsydrą w reżyserii Wojciecha Hasa. W 2023 r. skomponował muzykę do hymnu 19. Lubelskiej Brygady Zmechanizowanej.

## Odznaczenia i wyróżnienia
- 1961 – I nagroda na Ogólnopolskim Konkursie Pianistycznym im. Ignacego Jana Paderewskiego w Bydgoszczy[6]
- 1984 – Medal 40-lecia Polski Ludowej[7]
- 1986 – Nagroda za muzykę do filmu Osobisty pamiętnik grzesznika przez niego samego spisany na Festiwalu Polskich Filmów Fabularnych w Gdańsku
- 1990 – Doktorat honoris causa University of Strathclyde w Glasgow
- 1993 – laureat Gramophone Award za „The Confession of Isobel Gowdie” Jamesa MacMillana (EMI)
- 1995 – laureat Gramophone Award za II i III Koncert fortepianowy Nikołaja Medtnera (Hyperion)
- 1993 – honorowy tytuł Conductor Laureate BBC Scottish Symphony Orchestra
- 1998 – Krzyż Komandorski Orderu Odrodzenia Polski za wybitne osiągnięcia w pracy artystycznej[1]
- 2000 – tytuł Honorowego obywatela Miasta Białegostoku
- 2005 – Złoty Medal „Zasłużony Kulturze Gloria Artis”[8]
- 2007 – Nagroda ZAiKS-u za propagowanie polskiej muzyki współczesnej[9]
- 2011 – Złoty Fryderyk Polskiej Akademii Fonograficznej[10]
- 2013 – Perła Honorowa Polskiej Gospodarki (w kategorii kultura), przyznawaną przez redakcję Polish Market[11]
- 2017 – Doktorat  honoris causa Uniwersytetu w Białymstoku[12]
- 2017 – Nagroda Specjalna i członkostwo honorowe Stowarzyszenia Autorów ZAiKS[9]
- 2019 – Medal Stulecia Odzyskanej Niepodległości[13]
- 2021 – Doroczna Nagroda Ministra Kultury i Dziedzictwa Narodowego za całokształt twórczości[14]
- 2021 – Doktorat honoris causa Akademii Muzycznej w Bydgoszczy[15]
- 2023 – Doktorat honoris causa Uniwersytetu Fryderyka Chopina w Warszawie[16]
- 2024 – Order Orła Białego w uznaniu znamienitych zasług dla kultury polskiej, za wybitne osiągnięcia w pracy artystycznej, szczególnie w dziedzinie dyrygentury i sztuki kompozytorskiej[17][18]

## W filmie
- 2016: Dyrygent (Film jest częścią Orkiestrownika, nowoczesnego przewodnika po muzyce klasycznej w formie bezpłatnej aplikacji mobilnej. Krok po kroku wprowadza w świat orkiestry, pokazuje instrumentarium, muzyków, dyrygenta, próbę i koncert)[19]
- 2018: Koncert na dwoje (film dokumentalny w reżyserii Tomasza Drozdowicza)[20].
- 2022: Maestro w Bydgoszczy (scenariusz i reżyseria: Katarzyna Marcysiak Realizacja: Jack Jack Films Jacek Owczarz Produkcja: Filharmonia Pomorska im. I.J. Paderewskiego w Bydgoszczy)[21]

## Ważniejsze kompozycje
- Trio smyczkowe (1966)
- Poziom II na głos żeński i zespół kameralny (1966)
- Continuum na fortepian (1966)
- Epizody na orkiestrę kameralną (1967)
- Divertimento na orkiestrę (1967)
- Momenti na orkiestrę kameralną (1968)
- Mouvements I-III na 2 fortepiany i 2 perkusje (1968)
- Fortuna fortes adiuvant na chór dziecięcy i 2 orkiestry (1968)
- Impromptus II na flet, skrzypce, altówkę, wiolonczelę i fortepian (1969)
- Harmonia nattura na chór i zespół instrumentalny (1969)
- Capriccio na 6 skrzypiec i wiolonczelę lub kontrabas (1969/1970)
- Metafory na orkiestrę (1970)
- L'action na orkiestrę (1970)
- Animacje II na skrzypce i fortepian (1971)
- Metafrazy, balet (1971)
- Decet na zespół instrumentalny (1971)
- Habrokomes i Antia, balet (1972)
- In medio vero omnium resident sol, balet (1972)
- Ballada na smyczki (1978)
- Zaświt na głos i zespół instrumentalny (1998)
- Arbor vitae, oratorium na głosy solowe, chór i orkiestrę (2002/2006)
- Intermezzo pastorale na orkiestrę (2002/2006)
- Czerwony księżyc, cykl pieśni na sopran i orkiestrę (2004)
- Szepty i krzyk marzeń na wiolonczelę solo i orkiestrę kameralną (2005)
- Koncert na dwoje skrzypiec (2006)
- Preludia na fortepian (2006)
- Cztery kolory na dwoje skrzypiec i orkiestrę (2006)
- Norwidiana, poemat symfoniczny na 2 soprany, mezzosopran i orkiestrę (2008)
- Muzyka na flet, harfę i orkiestrę smyczkową (2008)
- ... jeno lotom nie wzbraniaj... na organy i orkiestrę (2008)
- Ave verum na chór (2009)
- Fanfary morskie na orkiestrę (2009)
- Notturno per archi "Liście gdzieniegdzie spadające" na orkiestrę smyczkową (2010)
- Liście gdzieniegdzie spadające na orkiestrę kameralną z fortepianem (2010)
- Muzyka na tubę i instrumenty dęte blaszane (2010)
- Vivaldi w Bostonie na orkiestrę barokową (2011)
- Lament serca. Kielcom in memoriam na 2 klarnety, kotły, fortepian, głos żeński i smyczki (2012)
- Adagio na orkiestrę smyczkową (2012)
- W zamyśleniu, Adagio na orkiestrę smyczkową i fortepian (2012/2013)
- Dedykacje na orkiestrę smyczkową (2013/2014)
- Vers per archi (2015)